# Jasmin Hagendorfer

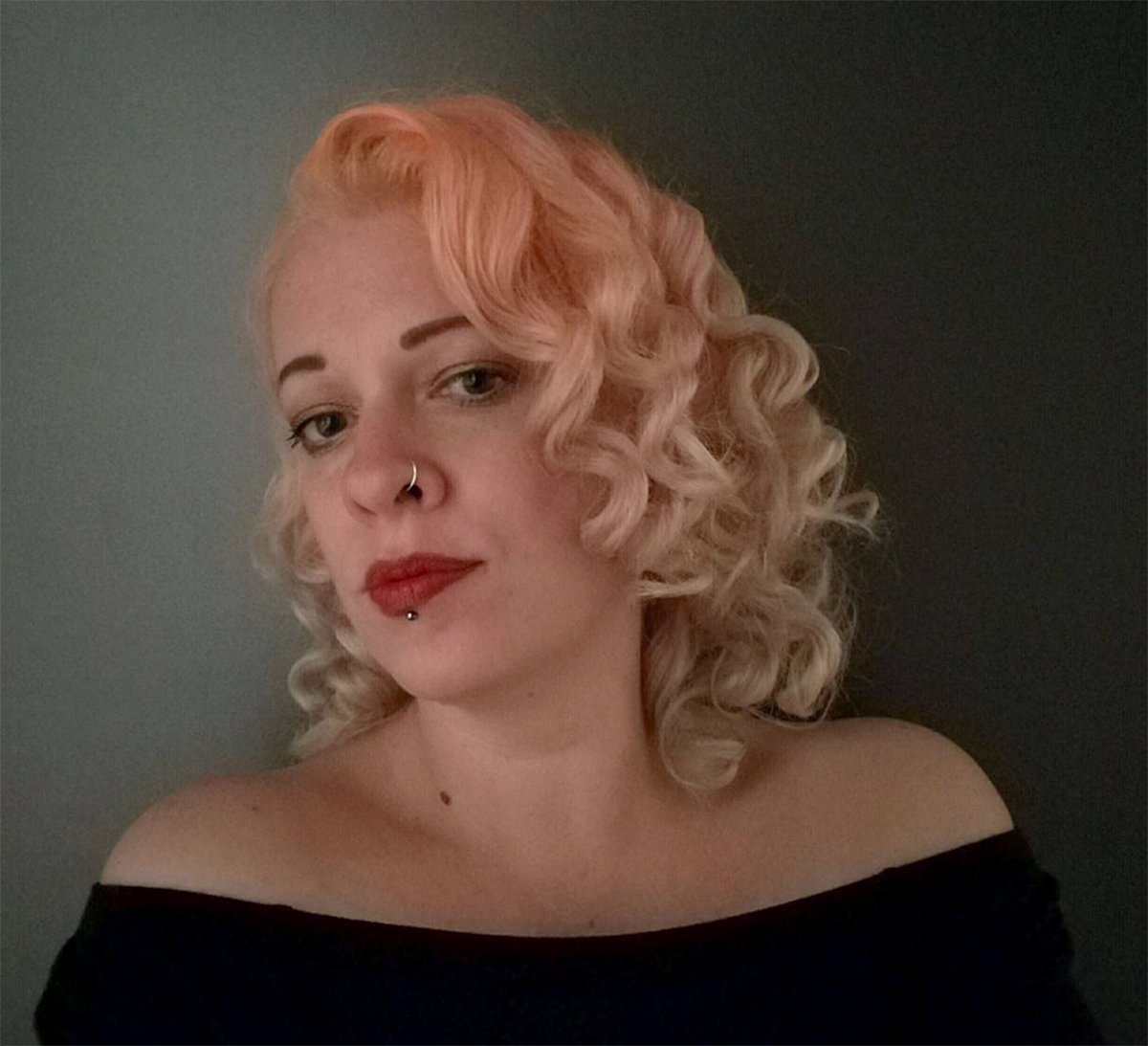
Jasmin Hagendorfer in Wien (2017).

Jasmin Hagendorfer (im künstlerischen Kontext auch Hagendorfer) ist eine in Wien lebende Gegenwartskünstlerin, Filmemacherin, Kuratorin, Autorin, Produzentin und Festivalorganisatorin. Sie ist eine der Gründerinnen und Festivalleiterin des Porn Film Festival Vienna. Sie war von 2019 bis 2022 die künstlerische Leiterin des Transition Queer & Minorities Film Festival. Künstlerische und politische Ansätze überschneiden sich in ihren Werken.

## Leben und Wirken
Hagendorfers künstlerisches Hauptaugenmerk liegt auf Installation, Skulptur und Performance. Ihre Werke wurden in Österreich, Deutschland, der Türkei, Serbien und Griechenland ausgestellt. Als Künstlerin interessiert sie sich für soziale und politische Diskussionen und Fragen über Geschlechtsidentität mit Schwerpunkt auf politische Arbeit im Rahmen feministischer Pornografie. Ihr Atelier befindet sich in Stockerau.
Als Kunstkuratorin kreiert sie z. B. Events wie Art Unanchored, ein Kunstfestival, welches auf einem Schiff, das zwischen Wien und Bratislava pendelte, stattfand, sowie mehrere Kunstausstellungen. Sie ist auch immer wieder Teil von Kunst- und Filmjuries.

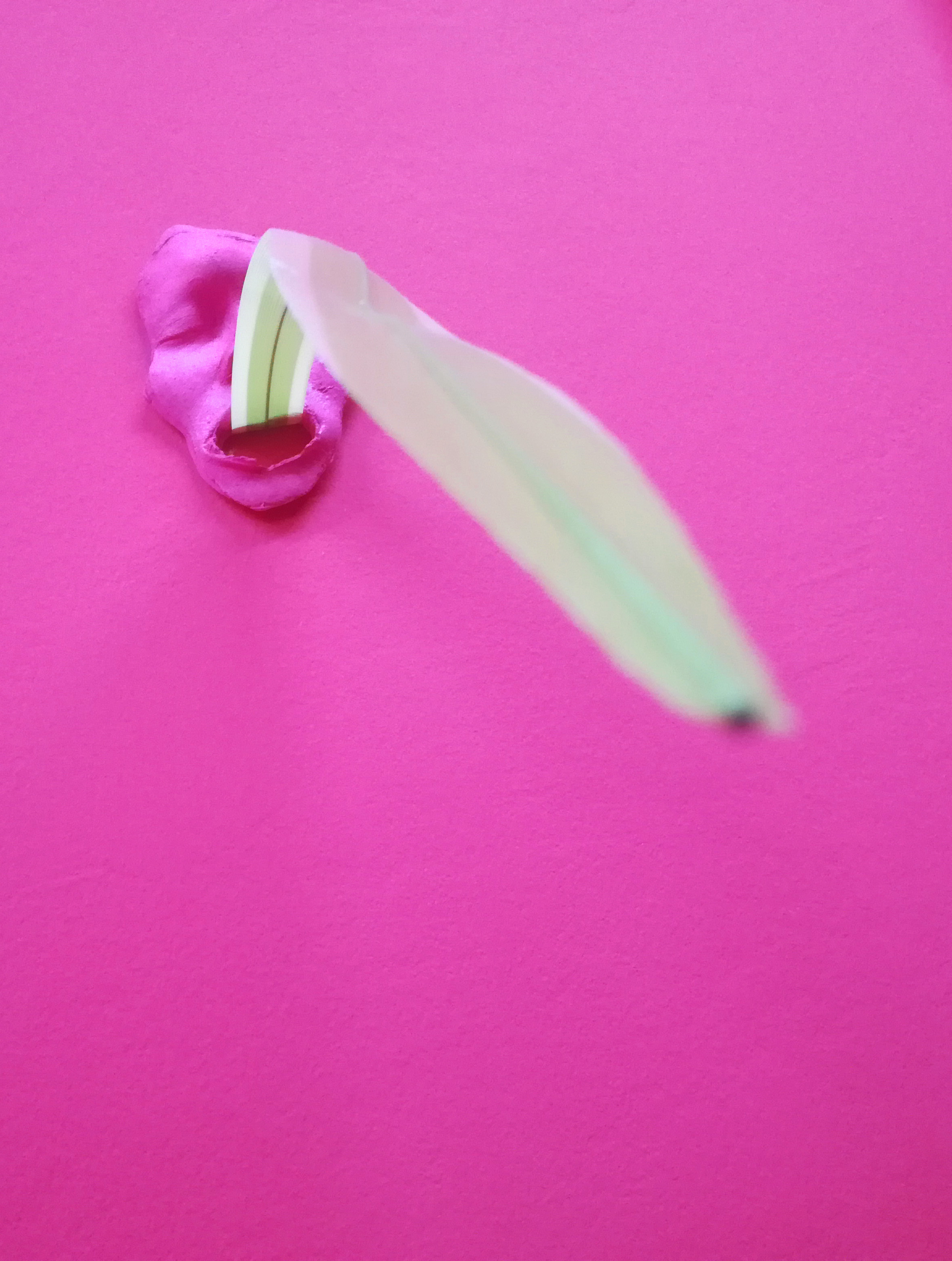
Blendwerk (2018), eine Installation von Hagendorfer/Offerus Ablinger.

Ihre Arbeit als Gründerin und Festivalleiterin des Porn Film Festival Vienna beschäftigt sich mit der künstlerischen und politischen Ausrichtung des Festivals, der Kuration der künstlerischen Highlights sowie der Mitarbeit am Programm und der Reichweitenarbeit. Hagendorfer und ihr Team versuchen, laut der österreichischen Mainstreampresse, den Spalt zwischen feministischer und genderqueerer Theorie, Kunst und Pornografie zu schließen.
Sie beschreibt ihren Ansatz wie folgt:
Feministische Pornoproduktionen zeigen, dass sehr wohl auch die Lust und das sexuelle Empfinden der Frau im Zentrum stehen kann und dass Porno auch frauen-, gender- und letztendlich männerfreundlich sein kann. Außerdem stehen viele feministische Produktionen für faire Arbeitsbedingungen, Mitspracherecht und Konsens, die es bei Mainstream-Produktionen oft nicht gibt. Es ist wichtig zu zeigen, dass Pornos von Frauen für Frauen produziert werden und dass sie auch auf ein breites Publikum treffen.
Hagendorfer hält Vorträge zum Thema Feminismus, Pornografie und Gegenwartskunst, z. B. auf dem Fem*Kongress („Feministische Kämpfe zusammenführen“) der Universität Wien oder bei TEDxVienna. Sie veröffentlicht als Expertin zu Feminismus und Pornografie immer wieder Essays und Artikel, wird zu Diskussionen geladen, hält aber auch Vorträge zu allgemeinen gesellschaftspolitischen Themen.
Seit 2019 ist sie vermehrt als Filmproduzentin und Filmemacherin tätig. Ihr erster Kurzfilm war Fudliaks! (2021), gefolgt von der Kurzdokumentation Musings Of A Mechatronic Mistress: The Peculiar Purpose Of Tiffany The Sex Robot (2023), die auf der B3 Biennale Frankfurt und auf der Diagonale Graz (Street Cinema) gezeigt wurde.

## Ausstellungen (Auswahl)
- 2021: BILLAA ++ / analog NFT store, Aa Collections, Wien (Gruppenausstellung)
- 2019: Das Jubjub, Galerie 5020, Salzburg (Gruppenausstellung)
- 2018: Blendwerk / Stadt in den Wolken #1, Aa Collections, Wien (Einzelausstellung in Kooperation mit Offerus Ablinger)
- 2018: Facticius, Dessous Wien, DREISECHSFUENF #3 (Kuration)
- 2016: 5 Years of Aa Collections, Aa Collections, Wien (Gruppenausstellung)
- 2015: Aufgerissenen Auges: Transmanieristische Reaktionen, xhibit, Wien (Gruppenausstellung)
- 2015: Art Unanchored, Wien/Bratislava (Kuration)
- 2015: GIRLS, Dessous Wien / Halb 7 (Gruppenausstellung)
- 2013: Ficken Drogen Steinsein, Masc Foundation, Dada 39 (Gruppenausstellung)
- 2013: Pop Inn Orgie grossLAUT präsentiert: „allwiderwärtig“, Trust111, Wien (Gruppenausstellung)
- 2012: Dildo Anus Macht – Queere Abstraktion, Akademie der Bildenden Künste (Gruppenausstellung)
- 2011: 8. Berliner Kunstsalon, Uferhallen, Berlin (Gruppenausstellung)

## Filmografie
- 2021: Fudliaks! (Kurzfilm; Regie, Buch, Produzentin)
- 2021: Masking Threshold (Langspielfilm; Produzentin)
- 2022: Razzennest (Langspielfilm; Produzentin, Regieassistenz)
- 2023: Musings Of A Mechatronic Mistress: The Peculiar Purpose Of Tiffany The Sex Robot (Kurzfilm; Regie, Buch, Produzentin)[43]
- 2024: SLUGFEST (Kurzfilm; Regie, Buch, Produzentin)
- 2024: Hacking at Leaves (Langdokumentarfilm; Produzentin, Regieassistenz)
- 2024: Solvent (Langspielfilm;  Produzentin, Regieassistenz)

## Auszeichnungen
- 2023: Best Documentary auf dem Celludroid Film Festival (Kapstadt, Südafrika) für Musings Of A Mechatronic Mistress: The Peculiar Purpose Of Tiffany The Sex Robot
- 2023: Stipendium des Akademie Studio Programm der Akademie der Bildenden Künste Wien[44]
- 2024: Best Short Documentary auf dem CineKink Festival (New York, USA) für Musings Of A Mechatronic Mistress: The Peculiar Purpose Of Tiffany The Sex Robot[45]
- 2024: Best Documentary auf dem Austrian Indiefilm Festival (Wien) für Musings Of A Mechatronic Mistress: The Peculiar Purpose Of Tiffany The Sex Robot

## Publikationen
- "Pornöse Möglichkeitsräume und Obszönitätsvisionen einer Zukunft: Intimität, Sinnlichkeit und Kapitalismus als persönliche Überlagerungen", in: Fragile Fäden – Perspektiven auf Beziehungsweisen im Kapitalismus (edition assemblage, 2024)
- "Sexponential!" (Arse Elektronika Anthologie #5; edition monochrom); Herausgeberin, gemeinsam mit Johannes Grenzfurthner und Günther Friesinger[46]